# Golfo de Paria
El golfo de Paria se encuentra en la parte Norte de la desembocadura del delta del río Orinoco, en el océano Atlántico, al norte de América del Sur, y sus aguas y costas las comparten las repúblicas de Trinidad y Tobago y Venezuela. Tiene una extensión de aproximadamente 7800 km², conforma una parte de la fachada atlántica de Venezuela y forma las costas de los estados Delta Amacuro, Monagas y Sucre, y a su vez separa el continente sudamericano de la isla de Trinidad, la mayor de Trinidad y Tobago, por lo que el golfo es una zona de frontera marítima.

## Historia
El golfo fue avistado en 1498 por los conquistadores españoles en el tercer viaje de Cristóbal Colón, que desembarcó en Macuro, en el extremo oriental de la península de Paria, de donde el golfo recibe su nombre. Las entradas norte y sur del golfo reciben los nombres de Boca del Dragón o de Drago y Boca de la Serpiente o de la Sierpe, por los remolinos que se forman en sus inmediaciones y el peligro que representaban para la navegación en tiempos coloniales; ambos nombres fueron dados por el propio Colón en el mencionado viaje. La Boca del Dragón, localizada entre la península de Paria y la península de Chaguaramas, conecta al golfo con el mar Caribe, mientras que la Boca de la Serpiente, localizada entre el delta del Orinoco y la península de Cedros, lo une al canal de Colón. En 1500 Vicente Yáñez Pinzón, proveniente de las costas del Brasil, recorre el golfo de Paria donde cargaron tres mil libras de palo brasil, uno de los pocos productos que reportaron beneficios en este viaje. En la búsqueda de un paso hacia las islas de las Especias en 1508 el capitán Pinzón junto a Juan Díaz de Solís inician en las costas de Paria un viaje por las costa del Caribe hasta la península de Yucatán.

## Toponimia
El golfo fue nombrado como golfo de la Ballena por Cristóbal Colón, pero se le cambió el nombre después de que los balleneros del siglo XIX eliminaran la población de este mamífero de la zona.
Fuentes cartográficas de finales del siglo XVIII se refieren al golfo con el topónimo golfo Triste.